# Бедокуры
«Бедокуры» — советский короткометражный комедийный мультфильм. Имеет сиквел — «По собственному желанию».

## Сюжет
Повар, получив почётный диплом, начинает готовить блюда для меню. Однако его работу прерывают голодный мышонок и его приятель — прожорливый кот, которые съедают все продукты на кухне.

## Съёмочная группа
| Автор сценария            | Алексей Студзинский                                                                          |
| Кинорежиссёр              | Вадим Курчевский                                                                             |
| Художник-постановщик      | Левон Хачатрян                                                                               |
| Кинооператор              | Кабул Расулов                                                                                |
| Звукооператор             | Владимир Кутузов                                                                             |
| Художники-мультипликаторы | Виктор Лихачёв, Олег Сафронов, Олег Комаров, Юрий Мещеряков, Галина Зеброва, Дмитрий Куликов |
| Музыкальное оформление    | Александр Гольдштейн                                                                         |
| Редактор                  | Раиса Фричинская                                                                             |
| Директор съёмочной группы | Нинель Липницкая                                                                             |

## Использованные мелодии
- Дино Солера — «Classically Elise»;
- Дино Солера — «Suite Concerto» («Скерцо» из Второй сюиты Баха);
- Дино Солера — «Easy Feelin'»;
- Дино Солера — «Theme For A Dream»;
- Фриц Шульц-Рейхель — «Ich Nehme Alle Hürden / Pauker Gehen In Die Luft / So Eine LIebe Gibt Es Einmal Nur»;
- Ронни Олдрич — «Theme from „Goodbye Again“» (Жорж Орик);
- Луи Армстронг и Дюк Эллингтон — «Black And Tan Fantasy» (Дюк Эллингтон и Бабер Майли);
- Фриц Шульц-Рейхель — «Oh, Wann Kommst Du / Raindrops Keep Fallin' On My Head»;
- Фриц Шульц-Рейхель — «The Happy Piano Tuner / In The Summertime / Na Na Hey Kiss Him Goodbye»;
- Фриц Шульц-Рейхель — «Sugar Sugar / Candida / Das Maschen Der Mädchen».

## О мультфильме
Курчевский делает в технике перекладки фильм «Ночь весны» (1976) по стихам В. Луговского, а через несколько лет ставит рисованный комикс для детей «Бедокуры» (1982). Все эти художественные технологии нужны режиссёру на новом повороте его внутренней темы. Он вновь хочет «повернуть к условности», вернуться в весёлую детскую игру-неразбериху, где сквозь кажущийся абсурд просвечивает свой особый мир.
— Прохоров А. Вадим Курчевский // Режиссёры и художники советского мультипликационного кино. М., 1984.

## Критика
Киновед Людвига Закржевская в своей книге о Вадиме Курчевском, вышедшей в 1987 году в серии «Мастера мультипликационного кино», писала, что одна из последних работ Курчевского — мультфильм «Бедокуры» — являлась, по признанию самого Курчевского, экспериментом в области рисованного комикса и могла быть рассмотрена как дань плодотворным диснеевским традициям «классической» мультипликации, которые, по убеждениям Курчевского, забывать было нельзя, потому что существовала нужда в остроумных, озорных, в хорошем смысле «смотрибельных» детских картинах. Героями ленты «Бедокуры» являлись Мышь, Кот и Повар. В сложившейся фольклорной традиции сказочные птицы и звери обычно олицетворяли те черты характера, которые им исстари приписал человек, и тут, казалось бы, Кот должен был оборонять кухню от хитрой Мыши, служа Повару верой и правдой. Но нет, действуя в полном согласии с ленивым Котом, прожорливая Мышь образовала с ним пронырливую парочку, которой удалось обдурить простодушного толстого Повара. По мнению Закржевской, фильм-комикс «Бедокуры» можно было считать универсальным в том смысле, что он был одинаково интересным и детям и взрослым, будучи не лишён иронии, «локален» по колориту, упрощён по рисунку и полон забавных трюков.